# 青塘镇 (钦州市)
青塘镇，是中华人民共和国广西壮族自治区钦州市钦北区下辖的一个乡镇级行政单位。

## 行政区划
青塘镇下辖以下地区：
青塘社区、红村、高峰村、华岭村、青塘村、青全村、榃山村、青华村、新村、榃甫村、大岐村、决竹村、青苏村和那路村。